# Pro Bowl
Pro Bowl je all-star utakmica NFL lige koja se odigrava svake godine, najčešće između momčadi sačinjenih od najboljih igrača AFC i NFC konferencija. Igrače koji sudjeluju na Pro Bowlu biraju treneri, sami igrači, a od 1995. godine i navijači (glasovanjem preko službenih web-stranica lige).

## Povijest Pro Bowla
Prvi Pro Bowl, tada poznat kao NFL All-Star utakmica, odigran je nakon sezone 1938. u Los Angelesu između tadašnjih prvaka lige New York Giantsa i najboljih igrača ostatka lige, a taj format je zadržan do sezone 1942. Prvi Pro Bowl modernog formata, u kojem su se sučelile momčadi dvaju konferencija NFL lige, odigran je po završetku sezone 1950. također u Los Angelesu, a završen je pobjedom momčadi AFC konferencije nad momčadi NFC konferencije rezultatom 28:27. Od sezone 2014. do sezone 2016. privremeno je promijenjen format utakmice, gdje su dvije momčadi birale bivše zvijezde američkog nogometa, da bi se od sezone 2017. u Pro Bowlu ponovno susretali najbolji igrači dviju konferencija.
Utakmica se od sezone 2009. odigrava vikend prije Super Bowla, a igrači čije momčadi sudjeluju u Super Bowlu ne nastupaju na Pro Bowlu. Pro Bowl utakmica se u povijesti igrala na nekoliko različitih stadiona, ali najveći broj ih se odigrao na stadionu Los Angeles Memorial Coliseum u Los Angelesu (od sezone 1950. do 1971.) i na Aloha Stadiumu u Honoluluu na Havajima (od sezone 1979. do 2008., 2010. do 2013. i 2015.). Od sezone 2016., Pro Bowl se odigrava na Camping World Stadiumu u Orlandu u Floridi.

## Rezultati Pro Bowl utakmica od sezone 2002.
| Sezona | Datum      | Grad domaćin           | Pobjednik    | Rezultat | Poraženi       |
| ------ | ---------- | ---------------------- | ------------ | -------- | -------------- |
| 2002.  | 2.2.2003.  | Honolulu, Havaji       | AFC          | 45:23    | NFC            |
| 2003.  | 8.2.2004.  | Honolulu, Havaji       | NFC          | 55:52    | AFC            |
| 2004.  | 13.2.2005. | Honolulu, Havaji       | AFC          | 38:27    | NFC            |
| 2005.  | 12.2.2006. | Honolulu, Havaji       | NFC          | 23:17    | AFC            |
| 2006.  | 10.2.2007. | Honolulu, Havaji       | AFC          | 31:28    | NFC            |
| 2007.  | 10.2.2008. | Honolulu, Havaji       | NFC          | 42:30    | AFC            |
| 2008.  | 8.2.2009.  | Honolulu, Havaji       | NFC          | 30:21    | AFC            |
| 2009.  | 31.1.2010. | Miami Gardens, Florida | AFC          | 41:34    | NFC            |
| 2010.  | 30.1.2011. | Honolulu, Havaji       | NFC          | 55:41    | AFC            |
| 2011.  | 29.1.2012. | Honolulu, Havaji       | AFC          | 59:41    | NFC            |
| 2012.  | 27.1.2013. | Honolulu, Havaji       | NFC          | 62:35    | AFC            |
| 2013.  | 26.1.2014. | Honolulu, Havaji       | momčad Rice  | 22:21    | momčad Sanders |
| 2014.  | 25.1.2015. | Glendale, Arizona      | momčad Irvin | 32:28    | momčad Carter  |
| 2015.  | 31.1.2016. | Honolulu, Havaji       | momčad Irvin | 49:27    | momčad Rice    |
| 2016.  | 29.1.2017. | Orlando, Florida       | AFC          | 20:13    | NFC            |
| 2017.  | 28.1.2018. | Orlando, Florida       | AFC          | 24:23    | NFC            |
| 2018.  | 27.1.2019. | Orlando, Florida       | AFC          | 26:7     | NFC            |

## Igrači s najviše nastupa na Pro Bowlu
| Igrač            | Momčadi                                                   | Pozicija         | Broj nastupa |
| ---------------- | --------------------------------------------------------- | ---------------- | ------------ |
| Tony Gonzalez    | Kansas City Chiefs, Atlanta Falcons                       | tight end        | 14           |
| Peyton Manning   | Indianapolis Colts , Denver Broncos                       | quarterback      | 14           |
| Bruce Matthews   | Houston Oilers, Tennessee Oilers, Tennessee Titans        | offensive guard  | 14           |
| Merlin Olsen     | Los Angeles Rams                                          | defensive tackle | 14           |
| Tom Brady*       | New England Patriots                                      | quarterback      | 14           |
| Ray Lewis        | Baltimore Ravens                                          | linebacker       | 13           |
| Jerry Rice       | San Francisco 49ers, Oakland Raiders, Seattle Seahawks    | wide receiver    | 13           |
| Reggie White     | Philadelphia Eagles, Green Bay Packers, Carolina Panthers | defensive end    | 13           |
| Champ Bailey     | Washington Redskins, Denver Broncos                       | cornerback       | 12           |
| Ken Houston      | Houston Oilers, Washington Redskins                       | safety           | 12           |
| Randall McDaniel | Minnesota Vikings, Tampa Bay Buccaneers                   | offensive guard  | 12           |
| Jim Otto         | Oakland Raiders                                           | centar           | 12           |
| Junior Seau      | San Diego Chargers, Miami Dolphins, New England Patriots  | linebacker       | 12           |
| Will Shields     | Kansas City Chiefs                                        | offensive guard  | 12           |
| Drew Brees*      | San Diego Chargers, New Orleans Saints                    | quarterback      | 12           |

Napomena: * - aktivni igrač, zaključno sa sezonom 2018.